# Diego Ribero
Diego Ribero (portugiesisch: Diogo Ribeiro, auch genannt Diego de Ribero, Diego (de) Rivero, Diego Ribeiro oder Diego Ribeira) († 16. August 1533 in Sevilla) war ein spanischer Kartograf portugiesischer Abstammung.

## Leben
Aus seinem Testament ist bekannt, dass Diego Ribero der legitime Sohn von Alfonso Ribero und Beatriz de Oliera war. Über sein Geburtsdatum und seinen portugiesischen Geburtsort, seine Ausbildung und seine Tätigkeiten vor 1518 gibt es keine Informationen.
Diego Ribero kam 1518 kurz vor dem Aufbruch der Magellan-Elcano-Expedition nach Sevilla, um dort als Kartograf an der Casa de la Contratación zu arbeiten.
Als die Victoria nach ihrer Weltumsegelung am 6. September 1522 in Sevilla eintraf, waren umfangreiche Änderungen und Ergänzungen am Padron Real erforderlich, an denen Diego Ribero mitwirkte.
Am 1. Juli 1523 wurde Diego Ribero zum ersten Cosmógrafo de hacer cartas de navegar y de fabricar instrumentos (Kosmograf zur Herstellung von Seekarten und Navigationsgeräten) an der Casa de la Contratación ernannt.
Bei der Junta de Badajoz-Elvas im Jahr 1524 war Diego Ribero einer der von Kaiser Karl V. entsandten kastilischen Gutachter. Die Teilnehmer dieser Konferenz versuchten den Gebietsdisput zwischen Kastilien und Portugal über die Gewürzinseln durch die Festlegung eines Antimeridians zum Meridian des Vertrages von Tordesillas beizulegen.
Am 27. August 1527 ordnete Kaiser Karl V. an, dass Diego Ribero und Alonso de Chaves während der Abwesenheit des Piloto Mayor Sebastián Caboto die Prüfung der Piloten der Flota de Indias in der Casa de la Contratación durchführen sollten.
Diego Ribero starb am 16. August 1533. Er hinterließ eine Ehefrau, Ana de Sepúlveda und einen Sohn Alonso.

## Werke
Diego Riberos Tätigkeit umfasste, wie aus seinem offiziellen Titel an der Casa de la Contratación hervorgeht, den gesamten Bereich der Navigation einschließlich der Herstellung und Verbesserung von Geräten. Im Jahre 1531 erfand Diego Ribero eine Bilgepumpe aus Metall, die eine höhere Fördermenge als die bisherigen Pumpen leistete. Als Kosmograf war Diego Ribero an der Aktualisierung des Padrón Real beteiligt und kontrollierte die für die Flota de Indias angefertigten Kopien.

Um seine Ansprüche auf die Molukken gegenüber ausländischen Höfen deutlich sichtbar darzustellen, nutzten der König von Kastilien Karl I. und seine kaiserlichen Diplomaten die von den Kartografen der Casa de la Contratación angefertigten Karten als Geschenke. Diese Weltkarten waren keine Seekarten, wie sie an Bord verwendet wurden, sondern luxuriöse und sorgfältig ausgearbeitete Übermittler politischer Botschaften.

Riberos Weltkarte aus dem Jahr 1529

Einige dieser Karten wurden von Diego Ribero signiert oder sie werden ihm zugeschrieben. Eine Karte Diego Riberos, die nach der Meinung der meisten Kartografiehistoriker eine große Übereinstimmung mit dem Padrón Real aufwies, ist die Weltkarte aus dem Jahr 1529, die sich heute in der Bibliotheca Apostolica Vaticana befindet. Sie enthält einen Text mit einer Inhaltsangabe und einem Hinweis auf den Autor: Carta universal en que se contiene todo lo que del mundo se ha descubierto fasta agora. Hizola Diego Ribero, cosmógrafo de Su Majestad. Año de 1529, en Sevilla. La cual se divide en dos partes conforme a la capitulación que hicieron los Católicos Reyes de España y el Rey Don Juan de Portugal en Tordesillas, Año de 1494. (Universalkarte die alle Teile der Welt enthält die bis heute entdeckt wurden. Hergestellt von Diego Ribero, Kosmograf Seiner Majestät. Im Jahre 1529 in Sevilla. Welche in zwei Teile geteilt ist, gemäß der Übereinkunft die die Katholischen Könige von Spanien und König Johann von Portugal im Jahr 1494 vereinbart haben.) Die Molukken, die an beiden Enden der Karte dargestellt sind, bilden das Hauptthema der Karte. Die meisten Schiffe, die auf der Karte die Meere befahren, kommen und gehen von den Molukken aus mit kastilischen und portugiesischen Flaggen. Auf der Karte Diego Riberos aus dem Jahr 1529 wird die Linie, die im Vertrag von Tordesillas vereinbart wurde, nicht direkt eingezeichnet, sie wird aber dadurch deutlich, dass sie als Nullmeridian festgelegt ist. Die Position der Flaggen lässt erkennen, wo die Anspruchsgebiete Kastiliens und Portugals enden und beginnen. Am unteren Rand der Karte erscheinen auf der westlichen Seite das kastilische und auf der östlichen Seite das portugiesische Staatswappen. Wie auf allen Karten der Casa de la Contratación aus dieser Zeit sind die Molukken 172,5 Grad westlich der Trennungslinie von Tordesillas, auf der kastilischen Seite eingezeichnet.
Eine Kugelprojektion von Riberos Weltkarte aus dem Jahr 1529 befindet sich als der weltgrößte historische Globus „Mercateum“ in Königsbrunn.